# Zond 6

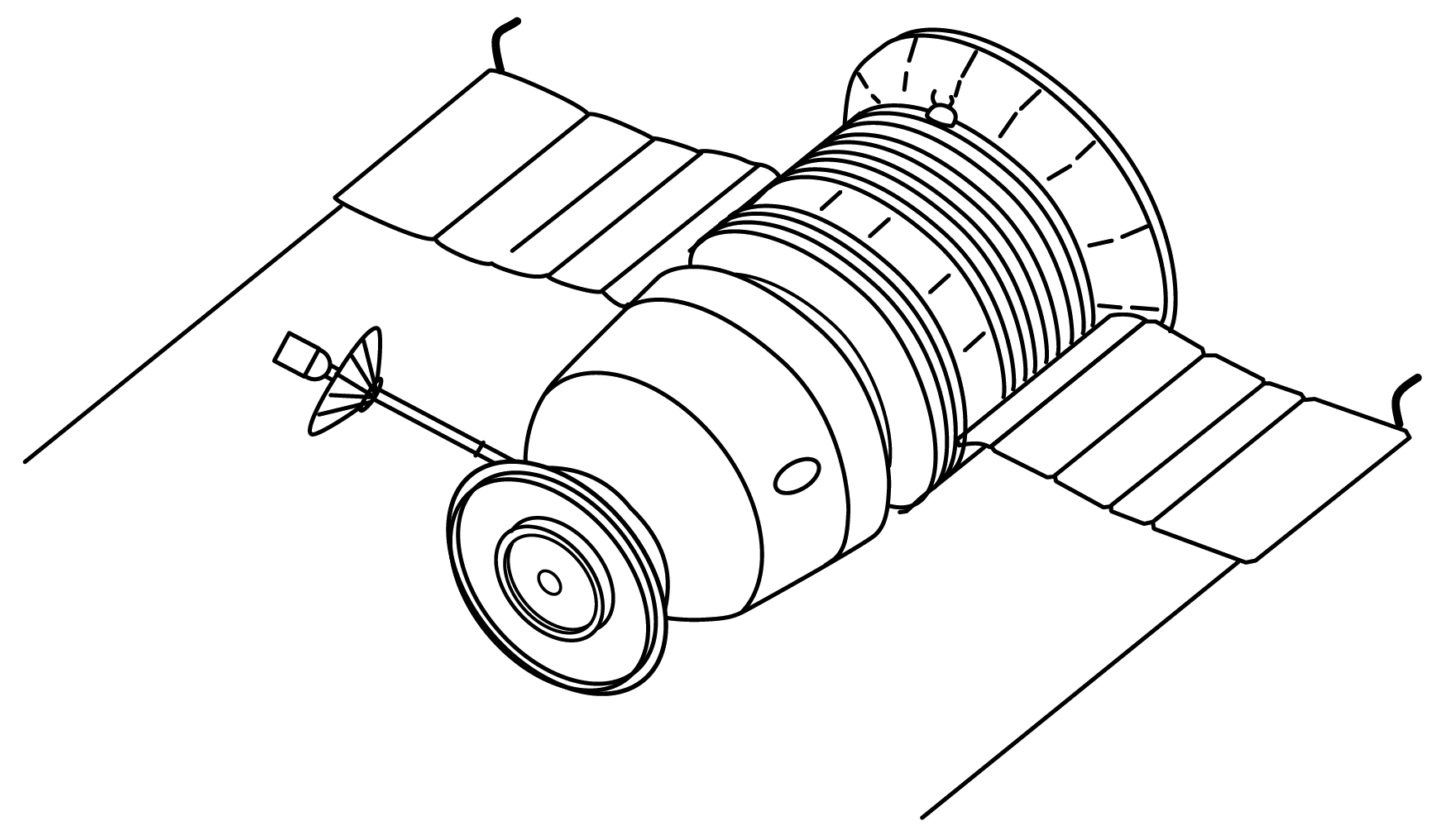
Zond L1 Drawing

Zond 6, một thành viên chính thức của chương trình Zond của Liên Xô và là phiên bản không người lái của tàu vũ trụ có người lái Soyuz 7K-L1, được phóng lên với một nhiệm vụ bay sát Mặt Trăng để quan sát. Zond 6 được phóng lên từ vệ tinh (68-101B) trong quỹ đạo quay quanh Trái Đất. Tàu vũ trụ này mang theo các thiết bị thăm dò khoa học bao gồm các tia vũ trụ và máy dò vi thiên thạch, thiết bị nhiếp ảnh và trọng tải sinh học là tiền thân của một chuyến bay hình số 8 tới Mặt Trăng mà người Liên Xô hy vọng có thể xảy ra vào tháng 12 năm 1968, với mục đích đánh bại tàu Apollo 8 của Mỹ. Tuy vậy tàu vũ trụ Zond 6 bị rơi trên đường trở về Trái Đất do dù không mở được.

## Nhiệm vụ
Zond 6 là tên gọi chính thức cho Soyuz 7K-L1 s/n 12. Nó được thiết kế để chụp ảnh Mặt Trăng có màu và đen trắng từ 8000 km và 2600 km, sau đó quay trở lại Trái Đất, hạ cánh tại Tyuratam chỉ 16 km tính từ bệ phóng. Các kỹ sư đã ất mất thời gian và chịu nhiều khó khăn để phát triển hệ thống hướng dẫn L1, nhưng nó đã hoạt động hoàn hảo vào thời điểm đó.
Zond 6 bay vòng quanh Mặt Trăng vào ngày 14 tháng 11 năm 1968, ở khoảng cách tối thiểu 2420 km. Hình ảnh của mặt trước và mặt sau của Mặt Trăng đã thu được với phim chụp panchromatic. Mỗi bức ảnh có kích cỡ là 5 x 7 in (130 x 180 mm). Một số chế độ xem cho phép có thể thấy hình ảnh nổi 3 chiều. Các bức ảnh được chụp từ khoảng cách xấp xỉ 11.000 km và 3300 km. Tuy nhiên, chỉ có một ảnh âm bản đã được thu hồi lại từ thùng chứa máy ảnh còn sót lại sau vụ rơi của tàu.